# 法人番号
法人番号（ほうじんばんごう）は、法人と一部の団体に対し日本の国税庁が指定する13桁の識別番号である（会社の法人番号は、商業登記の会社法人等番号12桁の左側に1桁のチェックディジットを付加したもの）。国税、地方税、社会保険などの手続に使われる。行政手続における特定の個人を識別するための番号の利用等に関する法律（番号法、マイナンバー法）の規定に基づく。
「マイナンバー」は個人番号の通称であり、法人番号は「マイナンバー」とはいわないが、法人番号を「法人版マイナンバー」あるいは「企業版マイナンバー」と説明する報道もある。「社会保障・税番号制度」の意味で「マイナンバー制度」という場合、これには法人番号を含む。

## 番号の指定対象
内国法人であっても、設立登記がなく、所得税の源泉徴収義務がなく（=役員・従業員に報酬・給与を支払わない）、法人税・消費税の納税義務もない法人は、その法人から国税庁に法人番号の指定を申請しない限り、法人番号が指定されない。申請しない限り法人番号が指定されない法人としては、健康保険組合の一部、土地改良区の一部、勤労者財産形成基金、認可地縁団体などがある。

### 必ず指定
以下の機関、法人、団体に対しては、指定を受ける側からの申請によることなく、法人番号が必ず指定される。
- 国の機関[4]
  - 衆議院、参議院、裁判官弾劾裁判所、裁判官訴追委員会、国立国会図書館
  - 行政機関（検察庁は、最高検察庁、高等検察庁、地方検察庁）、検察審査会
    - ここでいう「行政機関」とは、マイナンバー法第2条第1項に規定される「行政機関」で、同項では個人情報保護法第2条第8項に規定される「行政機関」となっている。具体的には
      - 法律の規定に基づき内閣に置かれる「機関」（内閣府を除く）および内閣の所轄の下に置かれる「機関」
      - 「内閣府」、「宮内庁」、内閣府設置法第49条の「委員会」「庁」
      - 国家行政組織法第3条第2項の「省」、「委員会」、「庁」
      - 内閣府設置法第39条、第55条、宮内庁法第16条第2項の「機関」、内閣府設置法第40条、第56条、宮内庁法第18条第1項の「特別の機関」のうち個人情報保護法施行令第3条で定めるもの（現在は「警察庁」のみ）
      - 国家行政組織法第8条の2の「施設等機関」、同法第8条の3の「特別の機関」のうち個人情報保護法施行令第3条で定めるもの（現在は「検察庁」のみ）
      - 「会計検査院」

  - 最高裁判所、高等裁判所（知的財産高等裁判所を含む）、地方裁判所、家庭裁判所、簡易裁判所
- 地方公共団体
- 法令の規定により設立の登記をした法人（設立登記法人）（株式会社、合同会社、一般財団法人、一般社団法人など）

### 必ず指定するとされているもの
以下の法人、団体などは、マイナンバー法39条1項により、必ず法人番号が指定されることになっているものであるが、下記の届出書を出さなかった場合でも、漏れなく法人番号が指定されるかは分からない。
- 地方公共団体でも上記の設立登記法人でもない法人（健康保険組合、土地改良区、外国法人など）であって、下記届出書のいずれかの提出義務があるもの
  - 「給与支払事務所等の開設届出書」（所得税法）
  - 「法人設立届出書」（法人税法）
  - 「外国普通法人となった旨の届出書」（法人税法）
  - 「収益事業開始届出書」（法人税法）
  - 「消費税課税事業者届出書」（消費税法）
  - 「消費税の新設法人に該当する旨の届出書」（消費税法）
  - 「消費税の特定新規設立法人に該当する旨の届出書」（消費税法）
- 法人でない社団で代表者または管理人の定めがあるもの（権利能力なき社団）・法人でない財団で代表者または管理人の定めがあるもの（権利能力なき財団）であって、上記届出書のいずれかの提出義務があるもの

### 申請により指定
以下の法人・権利能力なき社団・権利能力なき財団は、「法人番号の指定を受けるための届出書」を国税庁に提出すれば、法人番号の指定を受けることができる。
- 日本国内に本店または主たる事務所を有する法人（内国法人）
- 国税に関する法律の規定に基づき申告書、申請書、届出書、調書その他の書類を提出する法人・社団・財団
- 国税に関する法律の規定に基づき申告書、申請書、届出書、調書その他の書類を提出する者から書類に記載するため必要があるとして法人番号の提供を求められる法人・社団・財団

### 指定対象外
以下に示す組合は、法人番号の指定を受けることができない。
- 民法上の組合
- 匿名組合
- 有限責任事業組合
- 投資事業有限責任組合

法人番号は1法人・団体につき1個であり、事業所別、部局別の番号を取得することはできないのが原則である。
しかしながら、全国の税理士会は、税理士会自体の法人番号のほか、支部ごとの法人番号を取得している（東京税理士会の場合、東京税理士会自体は 6011005000656、麹町支部は 2700150001262、神田支部は 6700150003437などとなっている）。このほかにも、法人自体に指定された番号のほかに、支部独自の番号を取得した団体は、少数ながら存在する。

### 指定件数
法人番号は、2019年（平成31年）3月末日時点で、約480万件指定されており、うち約98%（約470万件）を、設立登記法人（会社、一般社団法人、一般財団法人など）が占めた。法人番号の指定を受けた国家機関は850弱、地方公共団体は約7,400であった。

## 番号の指定・通知・公表
法人番号を指定する権限は、国税庁長官にある。実際の業務は、国税庁本庁の法人番号管理室（長官官房企画課法人番号管理室）が担当している（同室は、本庁の組織ではあるが、千代田区霞が関の財務省庁舎内にはなく、文京区湯島の湯島地方合同庁舎内にある）。各地の国税局・税務署には委任されていない。
登記所に法人の設立登記を申請した場合、法人側で国税庁・税務署に対して何の手続をしなくても、国税庁は設立登記の完了から原則2日後に法人番号の通知書（法人番号指定通知書）を発送する。これは法律に基づいて国税庁が登記所（法務省）から情報提供を受けているからである。
設立登記に基づく指定でない場合、国税庁は「法人番号の指定に関するお尋ね」に対する回答または「法人番号の指定を受けるための届出書」の内容に基づいて審査し、法人番号指定通知書を発送する。
法人番号指定通知書は、国税庁長官の官印は省略されているが、マイクロ文字などの偽造防止措置が施されている。
指定した法人番号を変更する手続は法令に規定されていない。ひとたび指定された法人番号は、法人の名称（会社の商号）の変更、法人の主たる事務所（会社の本店）の移転、法人の組織変更（合同会社から株式会社への変更など）などを経ても変わらない。法人格が同一である限り同じ法人番号を使用し続けるのが原則である。
ただし、単独市制などにより、町村が市に変わったの際は、法人番号が変更される（2018年（平成30年）10月までに2例。宮城県黒川郡富谷町5000020044237→富谷市1000020042161、福岡県筑紫郡那珂川町8000020403059→那珂川市5000020402311）。これは、地方公共団体の法人番号は全国地方公共団体コード(6桁)を元に作られるが、全国地方公共団体コードの左から3桁目は、政令指定都市と東京の特別区は1、一般の市は2、町村は3から7となるため、町村から市に変わることで全国地方公共団体コードが変更され、それに合わせて法人番号が変わるためである。また、農業協同組合法等の一部を改正する等の法律（平成27年法律第63号）附則の規定により、2016年（平成28年）4月1日に全国農業会議所と都道府県農業会議が一般社団法人に組織変更した際には、組織変更後の法人に対して別の法人番号が指定された。
法人・団体の解散後に同じ数字が別の法人・団体の法人番号に使い回されることはない。
国税庁長官は、法人番号を指定したときは、指定を受けた法人、団体などに番号を通知するとともに、「法人番号公表サイト」で法人番号、名称（商号）、住所（本店の所在地）（基本3情報）を公表する。設立登記法人はこの公表を拒否することができないが、非登記法人（健康保険組合、厚生年金基金、国民年金基金、企業年金基金、土地改良区、認可地縁団体など）や権利能力なき社団、権利能力なき財団は、「法人番号等の公表同意書」を提出しないことにより公表を拒否することができる。

## 数字の意味
|                | 番号の右からn桁目 | 番号の右からn桁目 | 番号の右からn桁目 | 番号の右からn桁目 | 番号の右からn桁目 | 番号の右からn桁目 | 番号の右からn桁目 | 番号の右からn桁目 | 番号の右からn桁目 | 番号の右からn桁目 | 番号の右からn桁目 | 番号の右からn桁目 | 番号の右からn桁目 | 番号の右からn桁目 |
| 14             | 13                | 12                | 11                | 10                | 9                 | 8                 | 7                 | 6                 | 5                 | 4                 | 3                 | 2                 | 1                 |                   |
| -------------- | ----------------- | ----------------- | ----------------- | ----------------- | ----------------- | ----------------- | ----------------- | ----------------- | ----------------- | ----------------- | ----------------- | ----------------- | ----------------- | ----------------- |
| 会社法人等番号 |                   |                   | 0                 | 1                 | 0                 | 7                 | 0                 | 5                 | 0                 | 0                 | 0                 | 7                 | 2                 | 5                 |
| 法人番号       |                   | 7                 | 0                 | 1                 | 0                 | 7                 | 0                 | 5                 | 0                 | 0                 | 0                 | 7                 | 2                 | 5                 |
| 登録番号       | T                 | 7                 | 0                 | 1                 | 0                 | 7                 | 0                 | 5                 | 0                 | 0                 | 0                 | 7                 | 2                 | 5                 |

法人番号は13桁の数字からなる。左端の数字が「0」になることはなく、必ず13桁である。個人番号（マイナンバー）や商業登記・法人登記の会社法人等番号は12桁であるから、桁数でこれらから区別することができる。
13桁の間にハイフンのような桁区切りを置く決まりはない。国税庁・税務署が用意する申告書などの用紙では法人番号の記入枠が1桁、4桁、4桁、4桁に区切られている。
左側の1桁は検査用数字（チェックディジット）であり、それ以外の12桁から計算される1〜9のいずれかの数字である。計算方法は公開されている。検査用数字が合っているかどうかの検証により1桁の入力誤りは検出可能である。ただし、1桁の入力誤りのうち、0と9との取り違えは検出できない。
左側の1桁を除いた12桁は、日本で設立の登記をした法人の場合、商業登記・法人登記の会社法人等番号12桁に一致する。それ以外の機関・法人・団体に対しては、会社法人等番号と区別できるように12桁の数字が決められる。会社法人等番号の左端1桁は0〜5のいずれかであり、左側2桁が00になることはないため、国の機関と地方公共団体に00で始まる12桁を割り当て、その他の法人・団体に7で始まる12桁を割り当てる。
消費税法に基づく適格請求書発行事業者の登録番号は、法人の場合、法人番号13桁の左端に「T」を付加した14桁となる。
| 法人番号の指定対象                             | 法人番号の右からn桁目 | 法人番号の右からn桁目 | 法人番号の右からn桁目 | 法人番号の右からn桁目 | 法人番号の右からn桁目 | 法人番号の右からn桁目 | 法人番号の右からn桁目 | 法人番号の右からn桁目 | 法人番号の右からn桁目 | 法人番号の右からn桁目 | 法人番号の右からn桁目 | 法人番号の右からn桁目 | 法人番号の右からn桁目 |
| 法人番号の指定対象                             | 13                    | 12                    | 11                    | 10                    | 9                     | 8                     | 7                     | 6                     | 5                     | 4                     | 3                     | 2                     | 1                     |
| ---------------------------------------------- | --------------------- | --------------------- | --------------------- | --------------------- | --------------------- | --------------------- | --------------------- | --------------------- | --------------------- | --------------------- | --------------------- | --------------------- | --------------------- |
| 国会の機関                                     | 検査用数字            | 0                     | 0                     | 0                     | 0                     | 1                     | 1                     | 6桁                   | 6桁                   | 6桁                   | 6桁                   | 6桁                   | 6桁                   |
| 国の行政機関・検察審査会                       | 検査用数字            | 0                     | 0                     | 0                     | 0                     | 1                     | 2                     | 6桁                   | 6桁                   | 6桁                   | 6桁                   | 6桁                   | 6桁                   |
| 裁判所                                         | 検査用数字            | 0                     | 0                     | 0                     | 0                     | 1                     | 3                     | 6桁                   | 6桁                   | 6桁                   | 6桁                   | 6桁                   | 6桁                   |
| 地方公共団体（団体コードあり）                 | 検査用数字            | 0                     | 0                     | 0                     | 0                     | 2                     | 0                     | 団体コード6桁         | 団体コード6桁         | 団体コード6桁         | 団体コード6桁         | 団体コード6桁         | 団体コード6桁         |
| 地方公共団体（団体コードなし）                 | 検査用数字            | 0                     | 0                     | 0                     | 0                     | 3                     | 0                     | 6桁                   | 6桁                   | 6桁                   | 6桁                   | 6桁                   | 6桁                   |
| 設立登記のある法人                             | 検査用数字            | 会社法人等番号12桁    | 会社法人等番号12桁    | 会社法人等番号12桁    | 会社法人等番号12桁    | 会社法人等番号12桁    | 会社法人等番号12桁    | 会社法人等番号12桁    | 会社法人等番号12桁    | 会社法人等番号12桁    | 会社法人等番号12桁    | 会社法人等番号12桁    | 会社法人等番号12桁    |
| 予備                                           | 検査用数字            | 6                     | 11桁                  | 11桁                  | 11桁                  | 11桁                  | 11桁                  | 11桁                  | 11桁                  | 11桁                  | 11桁                  | 11桁                  | 11桁                  |
| 設立登記のない法人・人格なき社団・人格なき財団 | 検査用数字            | 7                     | 0                     | 0                     | 1                     | 8桁                   | 8桁                   | 8桁                   | 8桁                   | 8桁                   | 8桁                   | 8桁                   | 8桁                   |
| 予備                                           | 検査用数字            | 8                     | 11桁                  | 11桁                  | 11桁                  | 11桁                  | 11桁                  | 11桁                  | 11桁                  | 11桁                  | 11桁                  | 11桁                  | 11桁                  |
| 予備                                           | 検査用数字            | 9                     | 11桁                  | 11桁                  | 11桁                  | 11桁                  | 11桁                  | 11桁                  | 11桁                  | 11桁                  | 11桁                  | 11桁                  | 11桁                  |

### 表注
1. ↑  衆議院、参議院、裁判官弾劾裁判所、裁判官訴追委員会、国立国会図書館の5機関
2. ↑  内閣官房、人事院、内閣法制局、内閣府、省庁、外局である委員会、検察庁、会計検査院など
3. ↑  最高裁判所、高等裁判所、知的財産高等裁判所、地方裁判所、家庭裁判所、簡易裁判所
4. ↑  都道府県、市町村、特別区、一部事務組合、広域連合、地方開発事業団。政令指定都市の区は、団体コードが指定されているが、法人番号は指定されていない（指定都市の区は地方公共団体ではないため）。
5. ↑  財産区
6. ↑  健康保険組合、土地改良区、外国法人など
7. ↑  消費税法に基づく適格請求書発行事業者である個人の登録番号の数字部分13桁として利用。

## 番号の利用
法人番号の指定は2015年（平成27年）10月5日、通知は同年10月22日から始まった。2016年（平成28年）1月以降、国税・地方税関係の申告書、源泉徴収票、調書などで法人番号の使用が始まった。2018年（平成30年）1月からは、日本国内で営業する金融機関には、法人名義の預金口座・貯金口座と法人番号との紐付け管理が義務づけられた（国税通則法第74条の13の2）。
法人番号は、個人番号とは異なり、利用目的の制限はない（民間企業が自社の情報システムで「取引先コード」などとして利用しても構わない）。国税庁の「法人番号公表サイト」では、法人番号、名称（商号）、住所から法人番号が検索でき、公表されているデータの一括ダウンロードもできる。

## 番号の証明方法
法人番号の導入後、金融機関に法人名義の口座を開こうとする際などに、法人番号を証明する書類の提出が求められるようになった。
個人番号の場合、個人番号カード（マイナンバーカード）や個人番号入りの「住民票の写し」を提示することにより、番号を容易に証明することができる。これに対し、法人番号については、番号を記録したカードは発行されず、商業登記・法人登記の登記事項証明書や登記事項要約書に番号は記載されない（登記事項証明書・要約書に記載される番号は会社法人等番号である）。
この点に関し、国税庁は、法人番号を証明する用途には、以下のいずれかの文書を使用するように案内している。
- 国税庁が法人番号を指定したときに郵送した「法人番号指定通知書」
- 「法人番号公表サイト」の検索結果画面をプリントアウトした紙

国税庁は、「法人番号指定通知書」は、原則、再発行しないと表明している。会社の商号（法人の名称）・会社の本店（法人の主たる事務所）所在地が変更になった場合であっても、法人番号は変わらないので、「法人番号指定通知書」は再発行されない。この場合、「通知書」記載の商号（名称）・所在地と、現在の商号（名称）・所在地とが齟齬することになる。
権利能力なき社団・権利能力なき財団で、「法人番号公表サイト」による法人番号の公表に同意しなかった団体の場合、法人番号を証明する手段は、「法人番号指定通知書」が唯一となる。国税庁は、「法人番号指定通知書」を紛失した場合、本庁の「法人番号管理室」まで連絡するように案内している。